# シアン・カアン生物圏保護区
シアン・カアン生物圏保護区（la Reserva de la Biosfera Sian Ka'an）は、メキシコのキンタナ・ロー州にある自然保護区である。ユカタン半島東部のカリブ海沿岸地域に広がる生物圏保護区で、1987年にはユネスコの世界遺産に登録された。メキシコの世界自然遺産の中では最初に登録されたものである。
「シアン・カアン」はマヤ人の言葉で「天空の生まれた場所」を意味する。石灰質の洞窟の崩落して出来た窪地の泉、いわゆるセノーテが多く形成されており、マヤ人たちは生贄の儀式を行うのに用いていた。このため、生物圏保護区内には、マヤ文明の遺跡も残っている。

## 概要
シアン・カアンは北緯19° 05' - 20° 07'、西経87° 22' - 88° 02'に位置している面積528,147 ヘクタールの保護区であり、メキシコのカリブ海沿岸の最大の保護地域である。キンタナ・ロー州の2つの地方自治体フェリペ・カリジョ・プエルト（Felipe Carrillo Puerto）とトゥルム（Tulum）に属している。1986年にユネスコの生物圏保護区に指定され、2003年にラムサール条約登録地となった。 
シアン・カアン生物圏保護区はユカタン半島にあり、地表は主に石灰石で覆われている。また、海岸線には、メソアメリカ堡礁システムに属しているサンゴ礁が広がっている。この大環礁はベリーズ珊瑚礁保護区などにまで繋がっている大きなものである。シアン・カアンの海岸には白い砂浜が広がり、小さな湾やマングローブ林等が見られる。他には熱帯森林、湿地、ヤシのサバナ、海草の藻場もある。
こうした特徴的な地形のそれぞれが様々な植物相や動物相を育んでいる。5～10月の雨期には保護区の75%が浸水する。熱帯雨林帯にはベアードバク、オジロジカ、ジェフロイクモザル、ユカタンクロホエザル、ジャガー、ピューマ、オセロット等が棲息し、潟湖にはオオフラミンゴ、ベニヘラサギ、アメリカワニ、モレレットワニ等が棲息している。また、海域には、魚類やイセエビ科のロブスターのほかに、アメリカグンカンドリ、アメリカマナティー、アオウミガメ、アカウミガメ、タイマイ、オサガメ、マッコウクジラ等も暮らしている。
気候は高温湿潤で、夏は雨季である。カリブ海沿岸に面している地理的条件によって、シアン・カアンは6月から11月の間、ハリケーンの被害を受ける。また、地下水位の高い水はけの悪い土地のため、雨季にはかなりの地域が洪水に見舞われる。

## 脅威
キンタナ・ロー州はこの数十年のうちに、メキシコ屈指の主要観光地に変貌した。また、シアン・カアンの北には、高級リゾート地として国際的に著名なカンクンもある。そうした中で、シアン・カアンやその周辺でも開発が進み、海洋汚染、樹木の乱伐、焼畑の拡大などが問題となった。

## 登録基準
この世界遺産は世界遺産登録基準のうち、以下の条件を満たし、登録された（以下の基準は世界遺産センター公表の登録基準からの翻訳、引用である）。
- (7) ひときわすぐれた自然美及び美的な重要性をもつ最高の自然現象または地域を含むもの。
- (10) 生物多様性の本来的保全にとって、もっとも重要かつ意義深い自然生息地を含んでいるもの。これには科学上または保全上の観点から、すぐれて普遍的価値を持つ絶滅の恐れのある種の生息地などが含まれる。